# Bradley University
Die Bradley University ist eine private, koedukative Universität in Peoria (Illinois), USA.

## Geschichte

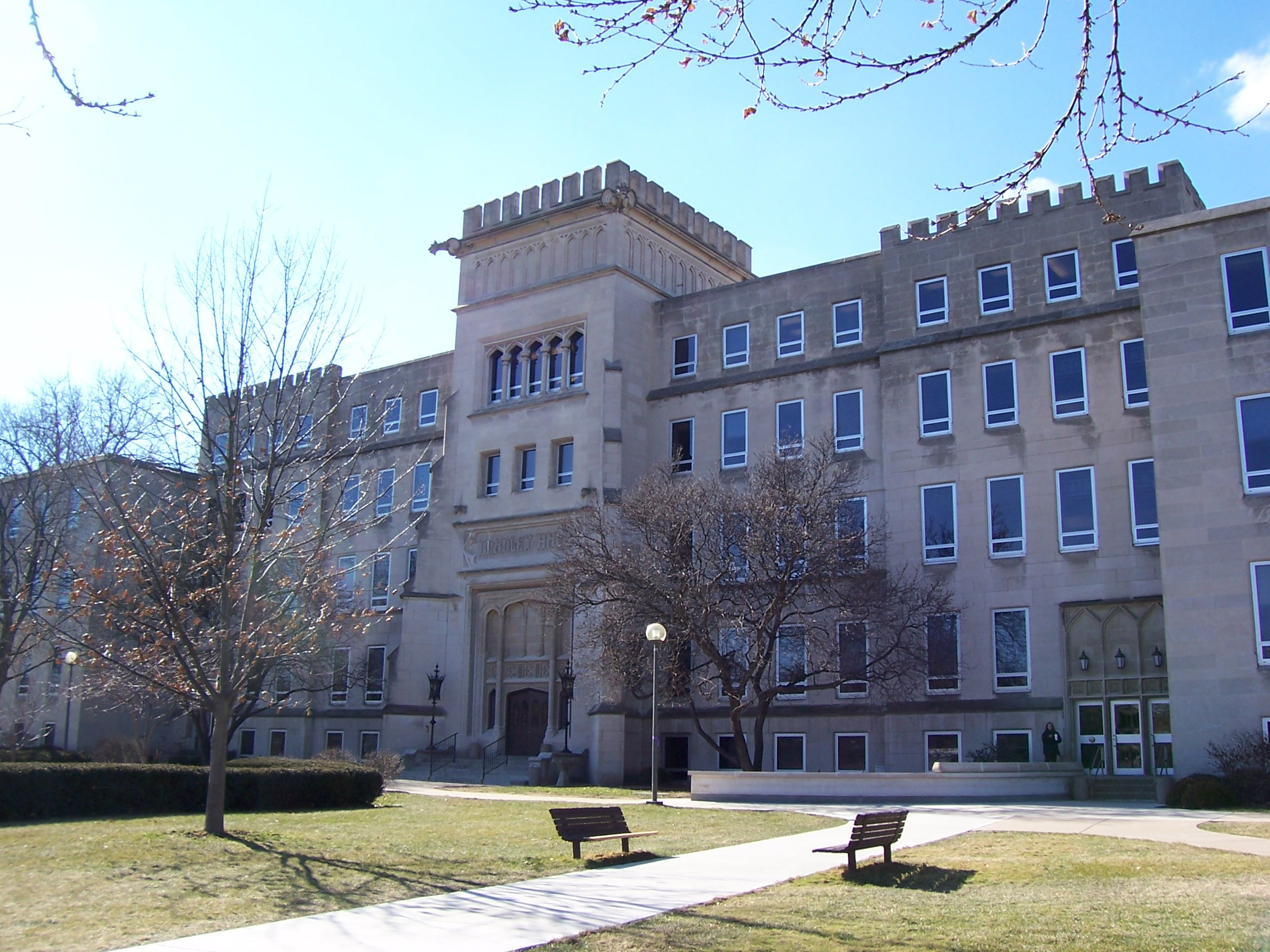
Bradley Hall ist eines der ersten errichteten Gebäude und trägt den Namen der Gründerin.

Das Bradley Polytechnic Institute wurde von der Philanthropin Lydia Moss Bradley im Jahre 1897 in Erinnerung an ihren Mann Tobias und ihre sechs Kinder, die allesamt frühzeitig verstarben, errichtet. In Erinnerung an ihre Kinder hatte das Ehepaar schon lange über die Errichtung eines Waisenhauses diskutiert. Bradley entschied sich schließlich stattdessen für die Errichtung einer Schule mit praxisnaher Ausbildung. Sie kaufte zunächst 1892 Anteile an der Parsons Horological School in LaPorte, Indiana und verlegte sie nach Peoria. In ihrem Testament legte sie fest, dass die Schule nach ihrem Tod ausgebaut und in ihr sowohl klassische als auch lebensnahe Fächer unterrichtet werden sollten.
Im Oktober 1896 lernte sie William Rainey Harper, den Präsidenten der University of Chicago, kennen. Er überredete sie, ihre Pläne noch zu Lebzeiten zu verwirklichen. Am 13. November 1896 wurde das Bradley Polytechnic Institute  gegründet. Bradley stellte 7 ha Land, 170.000 $ für Gebäude und Ausrüstung und 30.000 $ jährlich für Unterhaltskosten zur Verfügung.
Im April folgte die Bradley Hall und die Horology Hall. Noch während der Bauzeit begannen am 4. Oktober 150 Studenten in 14 Fakultäten den Unterricht. Offiziell eröffnet wurde das Bradley Polytechnic Institute am 8. Oktober 1897. Die erste Absolventin war Cora Unland (im Juni 1898).
Ursprünglich setzte sich die Studienzeit aus vier Jahren Akademie und zwei Jahren College zusammen. Bis zum Jahr 1899 wurde die Schule weiter ausgebaut und hatte fast 500 Schüler. Unterrichtet wurde unter anderem:
- Biologie
- Chemie
- Nähen
- Englisch
- Deutsch
- Französisch
- Latein
- Griechisch
- Geschichte
- Kampfkunst
- Zeichnen
- Mathematik
- Physik

Ab 1920 verwarf die Schule ihre Akademiestruktur und richtete sich als vierjähriges College aus. Über die Jahrzehnte stiegen die Studentenzahlen weiter, und 1946 erhielt die Hochschule ihren heutigen Namen.

## Zahlen zu den Studierenden, den Dozenten und zum Vermögen
Im Herbst 2020 waren 5.855 Studierende an der Bradley University eingeschrieben. Davon strebten 4.574 (78,1 %) ihren ersten Studienabschluss an, sie waren also undergraduates. Von diesen waren 51 % weiblich und 49 % männlich; 4 % bezeichneten sich als asiatisch, 7 % als schwarz/afroamerikanisch, 12 % als Hispanic/Latino und 70 % als weiß. 1.281 (21,9 %) arbeiteten auf einen weiteren Abschluss hin, sie waren graduates. Es lehrten 488 Dozenten an der Universität, davon 314 in Vollzeit und 174 in Teilzeit. 2010 hatten 389 Dozenten 5.301 Studierende betreut.
Der Wert des Stiftungsvermögens der Universität lag 2021 bei 402,5 Mio. US-Dollar, eine Steigerung um 23,9 % gegenüber 2020 mit 324,9 Mio. US-Dollar.

## Sport
Die Sportteams sind die Braves. Diese nehmen an der Missouri Valley Conference teil.

## Persönlichkeiten